# مونیکا کابررا
مونیکا کابررا (انگلیسی: Mónica Cabrera؛ زادهٔ ۲۶ آوریل ۱۹۵۸) بازیگر، کارگردان نمایش، نمایشنامه‌نویس اهل آرژانتین است.
از فیلم‌ها یا برنامه‌های تلویزیونی که وی در آن نقش داشته است می‌توان به پسر عروس اشاره کرد.